# O Assassino Inglês
O Assassino Inglês (em inglês The English Assassin) é o título de um livro de ficção sobre espionagem do escritor norte-americano Daniel Silva, publicado pela primeira vez no ano 2002.
Em Portugal, foi editado em 2009, com tradução de Vasco Teles Menezes, pela Bertrand Editora.